# Wijk bij Duurstede

Wijk bij Duurstede (nizozemska izgovorjava: [ˈʋɛiɡ bɛi ˈdyːrsteːdə] ()) je občina in mesto v osrednji Nizozemski.

## Zgodovina
Na mestu današnjega Wijk bij Duurstede aan de Rijn je v rimskih časih stal rimski castellum (grad), verjetno Levefanum. Prav skozi Wijk bij Duurstede je potekala tudi severna meja (limes) Rimskega cesarstva.
V zgodnjem srednjem veku je bilo tukaj eno najpomembnejših trgovskih mest v severozahodni Evropi: Dorestad. Dolgo se domneva, da je Dorestad okoli leta 850 padel pod napadi Vikingov. Težave Dorestada so bile tudi naravne. Struga Rena se je nekoliko premaknila, pristanišče se je začelo zamuljevati in poleg tega je prišlo do naraščanja vode. Propad Dorestada je pomenil obdobje blaginje za druga podobna mesto kot je Tiel, Deventer in kasneje Utrecht. 
Mestne pravice je Wijk bij Duurstede dobil leta 1300 od Gijsbreht Abcoudski. Naselje je bilo zgrajeno blizu stanovanjskega stolpa, zgrajenem leta 1270, ki je prerasel v grad Duurstede. Kmalu zatem so za obrambo mesta začeli graditi zemeljsko obzidje in jarek, pri čemer so za jarek delno uporabili stare rečne struge.
Sredi 14. stoletja se je mesto razširilo proti vzhodu in domnevno v istem obdobju je mesto dobilo obzidje z mestnimi vrati ( kot so Veldpoort ) in utrdbenimi stolpi. Mestno obzidje in jarek sta bila obnovljena okoli leta 1445.

### Topografija
Nizozemski topografski zemljevid občine Wijk bij Duurstede, 2013.

## Mesto
Mesto (2007: 23.377 prebivalcev) leži ob Renu. Pri Wijk bij Duurstede se odcepi Kromme Rijn (Krivi Ren), glavni krak dolvodno od Wijk bij Duurstede pa se imenuje reka Lek .
Ime "Wijk bij Duurstede" pomeni "soseska pri Duurstedeju". Duurstede je ime bližnjega gradu/ruševine, imenovanega tudi Dorestad, kjer je živel utrechtski škof. Wijk bij Duurstede je nekdanja lokacija Dorestada, pomembne frizijske trgovske naselbine v karolinških časih, ki so jo okoli leta 850 oropali Vikingi.

Wijk bij Duurstede je dobil mestne pravice leta 1300.

## Galerija
- Wijk bij Duurstede, ulica proti cerkvenemu stolpu
- Jez na reki Lek pri Hagesteinu
- Wijk bij Duurstede, mlin na veter (mlin Ren in Lek) v ulici
- Wijk bij Duurstede
- Grad Duurstede
- Spodnji Ren pri Wijk bij Duurstede
- Wijk bij Duurstede, reka in mestno pristanišče
- Zgrajeni most "dolgi most" Cora Litjensa